# Nadeschda (Vorname)
Nadeschda (russisch Надежда, Nadéžda, IPA: [nɐˈdʲeʐdə]; in anderen Transkriptionsvarianten Nadjeschda, Nadeshda, Nadezhda, Nadežda) ist ein weiblicher russischer Vorname, der wörtlich  „Hoffnung“ bedeutet, eine der drei christlichen Tugenden (siehe auch Wera „Glaube“ und Ljubow „Liebe“). Namenstag ist der 18. Dezember.

## Varianten
- Koseform: Nadja, weitere siehe dort

## Namensträgerinnen
- Nadeschda Sergejewna Allilujewa (1901–1932), Ehefrau Stalins
- Nadeschda Andrejewna Durowa (1783–1866), russische Kavalleristin und Autorin
- Nadeschda Adolfowna Joffe (1906–1999), sowjetische Trotzkistin
- Nadeschda Konstantinowna Krupskaja (1869–1939), Ehefrau Lenins
- Nadeschda Jakowlewna Mandelstam (1899–1980), Ehefrau Ossip Mandelstams
- Nadeschda Michajlowa (* 1962), bulgarische Politikerin (SDS)
- Nadeschda Filaretowna von Meck (1831–1894), russische Mäzenin und Brieffreundin Pjotr Iljitsch Tschaikowskis
- Nadeschda Konstantinowna Murawjowa (* 1980), russische Handballspielerin
- Nadeschda Fjodorowna Muschta (verheiratete Olisarenko; 1953–2017), sowjetische Mittelstreckenläuferin
- Nadeschda Nikolajewna Patrakejewa (1959–2014), sowjetische Skirennläuferin
- Nadeschda Wiktorowna Petrowa (* 1982), russische Tennisspielerin
- Nadeschda Semischewa (* 1952), sowjetische Ruderin
- Nadeschda Skardino (* 1985), belarussische Biathletin (russische Namensform), belarussisch Nadseja Skardsina
- Nadeschda Prokofjewna Suslowa (1843–1918), russische Ärztin und Professorin der Medizin
- Nadeschda Wladimirowna Tschischowa (* 1945), sowjetische Leichtathletin
- Nadeschda Andrejewna Tolokonnikowa (* 1989), russische Performancekünstlerin und politische Aktivistin
- Nadeschda Andrejewna Udalzowa (1886–1961), russische Malerin
- Nadeshda Brennicke (* 1973), deutsche Schauspielerin
- Nadežda Petrović (1873–1915), serbische Malerin